# 대한장애인노르딕스키연맹
대한장애인노르딕스키연맹(大韓障礙人노르딕스키聯盟, Korea Nordic Ski Federation for the Disabled, KNSFD)는 대한민국의 장애인 크로스컨트리, 장애인 바이애슬론을 관할하는 스포츠 행정 기구이다. 2014년 4월에 대한장애인체육회의 인정 종목 단체로 승인되었고, 2017년 2월 23일에 대한장애인체육회의 정회원 종목 단체로 승인되었다.

## 참고 문헌
- 《2019 체육백서》. 대한민국 문화체육관광부. 2021.

## 같이 보기
- 대한스키협회
- 대한바이애슬론연맹